# Avram Grant
Avraham "Avram" Grant - em hebraico, אברהם "אברם" גרנט (Petah Tikva, 6 de maio de 1955) é um treinador de futebol israelense. Atualmente treina a Seleção Zambiana de Futebol.

## Carreira
Após passar trinta e quatro anos treinando clubes de Israel (onde conquistou dez títulos, sendo quatro campeonatos nacionais), incluindo a própria Seleção durante os quatro últimos, Grant recebeu sua primeira oportunidade de trabalhar fora de seu país em 2006, quando foi contratado como diretor técnico do Portsmouth, se transferindo para o Chelsea em julho do ano seguinte para trabalhar na mesma função. Porém, após a demissão do treinador na época, José Mourinho, acabou assumindo o comando dos Blues após apenas dois meses no cargo de diretor.
Sua passagem acabou sendo marcante na história de ambos. Mesmo com um time defensivo, baseado, principalmente no contra-ataque, acabou levando o clube a duas finais, além de disputar o título nacional até a última rodada. A primeira foi na Copa da Liga, quando perdeu a chance de conquistar o quinto título do clube no torneio para o Tottenham Hotspur, na prorrogação. O segundo aconteceu na disputa da Premier League, quando chegou na última rodada apenas um ponto atrás do líder Manchester United, mas não conseguindo reverter. A última chance seria a Liga dos Campeões da UEFA, que acabou sendo perdida para o mesmo Manchester United, após trágica derrota nos pênaltis. Logo após isso, foi demitido.
Retornou ao Portsmouth no ano seguinte como diretor técnico. Porém, como no Chelsea, apenas um mês depois, em 26 de novembro, acabou assumindo o comando da equipe após a demissão de Paul Hart. Apesar da grande recuperação da equipe, que vivia péssimo momento, muito devido aos problemas financeiros do clube, tendo entrado em concordata e perdido nove pontos no campeonato, acabou não conseguindo evitar o rebaixamento dos Pompeys. Ainda assim, conseguiu surpreendentemente levar o clube à final da Copa da Inglaterra.  Ironicamente, acabou sendo derrotado para o Chelsea. Grant acabou deixando o comando da equipe, sendo anunciado pouco tempo depois, em 4 de maio como novo treinador do West Ham United.
Seu início na equipe do West Ham acabou ficando abaixo do esperado, após conseguir bons resultados com o Portsmouth, mesmo na grave crise financeira que vivia o clube na época, tendo a diretoria investido em grandes reforços para a temporada, como Thomas Hitzlsperger (que não participaria de nenhuma partida em seus primeiros meses no clube devido a uma lesão), Pablo Barrera e Frédéric Piquionne (este vindo do Portsmouth, onde teve importante desempenho, tendo sido fundamental para o clube alcançar o vice-campeonato da Copa da Inglaterra), e, uma pré-temporada onde perdeu apenas uma partida de oito disputadas, o clube venceria apenas duas nas quinze primeiras rodadas na Premier League. Ainda assim, na Copa da Liga, viveria grande fase, vencendo todas suas partidas, incluindo um 4 a 0 sobre o Manchester United, alcançando as semifinais.

### West Ham
Sua péssima fase no campeonato inglês acabou não mudando, mesmo após contratações de peso durante a janela de transferências na metade do campeonato, como Demba Ba e Robbie Keane (este vindo por empréstimo), tendo o clube sido rebaixado em 15 de maio de 2011 após derrota por 3 x 2 (tendo os Hammers saído vencendo por 2 x 0) para o Wigan Athletic. Poucas horas depois, o West Ham divulgou um comunicado oficial anunciando a demissão de Grant.
Meses após sua demissão do comando do West Ham, fora anunciado como novo treinador do Partizan, em 13 de janeiro de 2012, assinando um contrato por um ano. Grant, que substitui Aleksandar Stanojevic, demitido por divergências com a diretoria, mesmo liderando o campeonato com dez pontos de vantagem sobre o segundo colocado, seu rival Estrela Vermelha, irá receber 1,1 milhão de dólares pelo contrato e mais quinhentos mil como bônus caso o time se classifique para a Liga dos Campeões da UEFA.

### Partizan
Terminou sua primeira temporada no Partizan conquistando o inédito pentacampeonato nacional do clube, e seu primeiro título fora de seu país. Apesar da conquista, deixou o clube em 18 de maio, alegando razões pessoais.

## Títulos
Gana
- Campeonato Africano das Nações: 2015 2º Lugar.